# Grovetown (Géorgie)
Grovetown est une ville américaine située dans le comté de Columbia, en Géorgie. Selon le recensement de 2020, sa population est de 15 577 habitants.